# Vulstano (morto em 1095)
Vulstano (em latim: Vulstanus; em inglês: Wulfstan), igualmente conhecido como Vulstano II (Wulfstan II), Volstano (Wolstan), Vulstano (Wulstan) e Ulfstano (Ulfstan), foi bispo de Worcester e o último bispo sobrevivente do período pré-conquista e o único nascido na Inglaterra remanescente após 1075. Ele é venerado como santo por católicos e anglicanos.

## Denominação
Sua denominação como Vulstano "II" indica que ele é o segundo bispo com este nome em Worcester. Porém, isto não evitou a confusão, pois o primeiro, bispo Vulstano é também chamado de "Vulstano II" por ter sido o segundo arcebispo de Iorque (York) com este nome. Para piorar, Vulstano II, arcebispo de Iorque, era tio pelo lado materno de Vulstano II, bispo de Worcester.

## Vida
Vulstano nasceu por volta de 1008 em Long Itchington, no condado inglês de Warwickshire. Sua família perdeu suas terras na época que o rei Canuto da Inglaterra ascendeu ao trono. Seu nome é, provavelmente, uma homenagem ao tio, Vulstano II de Iorque. Por influência dele, conseguiu estudar nos mosteiros de Evesham e Peterborough antes de conseguir um posto de secretário em Worcester. Na época, seus superiores, valorizando sua reputação de dedicação e castidade, incentivaram-no a se juntar ao clero. Vulstano foi ordenado logo depois, em 1038, e entrou para um mosteiro beneditino em Worcester.
Vulstano serviu como tesoureiro e prior em sua nova casa. Quando Aldredo, o bispo de Worcester e também arcebispo de Iorque, teve que desistir de Worcester por ordem do papa Nicolau II, Aldredo decidiu nomear Vulstano em seu lugar, mas continuou a ser proprietário de diversas mansões na antiga diocese. Vulstano foi consagrado em 8 de setembro de 1062 pelo próprio Aldredo, apesar de que teria sido mais apropriado se a cerimônia fosse conduzida pelo arcebispo de Cantuária, em cuja província Worcester estava. Porém, Vulstano deliberadamente evitou ser consagrado por Estigando, que ocupava o posto, pois sabia que a consagração dele havia sido não canônica, mas reconheceu que a sé de Worcester era sufragânea de Cantuária e jurou obediência ao sucessor de Stingand, Lanfranco, e não a Aldredo.
Vulstano era confidente de Haroldo Godwinson, que o ajudou a conseguir o cargo episcopal.
Um reformista social, Vulstano tentou diminuir a distância entre o antigo regime anglo-saxão e o novo, dominado pelos conquistadores normandos, e aliviar o sofrimento dos pobres. Um feroz oponente do comércio de escravos, foi, juntamente com Lanfranco, o principal responsável por exterminá-lo em Bristol.
Depois da conquista normanda da Inglaterra, Vulstano tornou-se o único bispo nascido na Inglaterra a manter sua diocese por algum tempo. Os demais foram substituídos por normandos entre 1066 e 1075. O próprio Guilherme, o Conquistador, notou que o cuidado pastoral de sua diocese era o principal interesse de Vulstano, o que pode ter sido o motivo de sua permanência.
Em 1072, Vulstano assinou o Acordo de Winchester. Três anos depois, ele e a milícia de Worcestershire sufocaram a revolta conhecida como "O Nupcial de Norwich" de Raul de Guader, conde de Norfolk, Rogério de Breteuil, conde de Hereford, e o saxão Valteofo, conde da Nortúmbria, contra o rei Guilherme.
Como bispo, ele geralmente ajudava os arcebispos de Iorque com consagrações, pois eles tinham poucos bispos sufragâneos. Em 1073, ajudou Tomás de Bayeux a consagrar Radulfo como bispo das Órcades e, em 1081, Guilherme de St-Calais como bispo de Durham.
Depois de uma difícil enfermidade, Vulstano faleceu em 20 de janeiro de 1095. Logo depois, um altar foi dedicado a ele no Grande Priorado de Malvern, perto do de Cantilupe de Hereford e do rei Eduardo, o Confessor.

## Influência
Logo depois de sua morte, uma "Vita" foi escrita em inglês por seu ex-secretário, Colman. Ela foi traduzida para o latim pelo cronista medieval e historiador Guilherme de Malmesbury. Vulstano foi canonizado em 14 de maio de 1203 pelo papa Inocêncio III e um dos milagres atribuídos a ele foi a cura da filha do rei Haroldo Godwinson.
Vulstano foi o responsável pela compilação do segundo cartulário de Worcester, obra do monge de Hemingo. Era ainda amigo íntimo de Roberto Losinga, o bispo de Hereford, conhecido matemático e astrônomo.
Na Páscoa de 1158, Henrique II e Leonor da Aquitânia visitaram a Catedral de Worcester e depositaram suas coroas no santuário de Vulstano, jurando jamais vesti-las novamente.